# Саспенс (фильм)
«Саспенс» (англ. Suspense) — фильм нуар режиссёра Фрэнка Таттла, который вышел на экраны в 1946 году.
Фильм рассказывает о таинственном Джо Моргане (Барри Салливан), который устраивается на работу в престижное ледовое шоу, быстро поднимаясь до должности ассистента его владельца Фрэнка Леонарда (Альберт Деккер), жена которого Роберта (Белита) является звездой шоу. Вскоре Джо пытается завладеть как самим шоу, так и его солисткой, в результате убивая Фрэнка, а затем покушаясь и на жизнь Роберты, когда она догадывается о совершённом им убийстве.
Фильм удостоился противоречивых отзывов критиков, которые в основном посчитали сценарий чересчур тяжеловесным и сложным, танцевальные номера на льду — чрезмерными, а непосредственно саспенс — слабым. При этом критики в основном высоко оценили режиссёрское мастерство Фрэнка Таттла и операторскую работу Карла Страсса.
Исполнители главных ролей Барри Салливан и олимпийская фигуристка Белита работали вместе снова в фильме «Гангстер» (1947). В этом фильме актёр Юджин Паллетт сыграл свою последнюю роль в кино.
С бюджетом в 1.1 миллионов долларов этот фильм считается самым дорогим у студии Monogram, которая специализировалась на дешёвых картинах.

## Сюжет
В Лос-Анджелесе в парке развлечений появляется крепкий, но изрядно потрёпанный Джо Морган (Барри Салливан), который бежал из Нью-Йорка при подозрительных обстоятельствах. С подачи работника тира, которого он знает по Нью-Йорку (Джордж Э. Стоун), Джо устраивается на работу в ледовый дворец, принадлежащий импресарио Фрэнку Леонарду (Альберт Деккер). После собеседования Фрэнк поручает своему помощнику и постановщику шоу Гарри Уилеру (Юджин Паллетт) оформить Джо в качестве продавца орешков. Во время шоу Джо не может оторвать глаз от его звезды, талантливой и привлекательной фигуристки Роберты Элвы (Белита). Он сразу же пытается ухаживать за ней, однако оказывается, что она уже два года замужем за Фрэнком. Тем не менее, Джо, который подрабатывает во дворце уборщиком, постоянно наблюдает за Робертой на репетициях. Во время подготовки нового номера он предлагает ввести в него опасный трюк, когда Роберта будет прыгать сквозь обруч с ножами. Несмотря на опасения Гарри, Роберта решает сделать этот трюк, который в итоге имеет большой успех у публики. Оценив инициативность и амбициозность Джо, Фрэнк предлагает ему должность своего ассистента. Некоторое время спустя, отправившись в недельную командировку в Чикаго с целью открытия там нового ледового дворца, Фрэнк оставляет Джо на хозяйстве. После отъезда босса Джо при очередной встрече пытается поцеловать Роберту, однако она не отвечает на его заигрывания, но соглашается пойти с ним в ресторан. Ощутив во время танца с Джо прилив романтических чувств, Роберта сразу же покидает ресторан. По возвращении домой Джо застаёт в своей комнате бывшую подружку Ронни (Бонита Грэнвилл), которая сняла номер напротив. Страстная Ронни заявляет, что намерена вернуть Джо, однако он очень холодно выпроваживает её. За несколько дней Джо удаётся расположить к себе Роберту и одновременно подмять под себя Гарри, войдя в роль руководителя шоу. Это замечает вернувшийся из командировки Фрэнк, который предлагает жене закрыть шоу на две недели, а им вдвоём поехать немного отдохнуть и развеяться в принадлежащий Фрэнку горный коттедж. Однако Джо не может остановиться, и под надуманным предлогом тем же вечером приезжает в коттедж, вызывая беспокойство как Фрэнка, так и Роберты. Фрэнк предлагает Джо остаться на ночь, и пока Роберта готовит для Джо постель, Фрэнк слышит, как Джо пытается домогаться его жены. Утром за завтраком Фрэнк предлагает Джо остаться погостить у них 2-3 дня. Когда Роберта отправляется на тренировку на замёрзшем горном озере, Джо следует за ней. Тем временем Фрэнк берёт ружьё и поднимается в горы, откуда рассматривает в оптический прицел сначала Роберту, а затем Джо. Раздаётся выстрел, в результате которого начинается снежный обвал, засыпающий то место, где находился Фрэнк. На месте обвала охотники обнаруживают лишь ружьё Фрэнка, говоря, что тело не удастся найти до весны, когда сойдёт снег.
По возвращении в город Роберта в течение месяца не может вернуться к работе. Когда Гарри, озабоченный судьбой шоу и бизнеса в целом, приходит навестить Роберту, она заявляет, что уверена в том, что Фрэнк жив. В частности, она слышала его шаги в кабинете, а также один раз как будто бы видела его из окна на улице. После уговоров Гарри Роберта с триумфом возвращается в шоу, которым уже в качестве импресарио руководит Джо. Он же на правах хозяина и партнёра Роберты организует вечеринку по случаю премьеры, во время которой в своём бокале с шампанским неожиданно обнаруживает кольцо Фрэнка, после чего в тревоге немедленно уезжает домой. Вечером после очередного представления Джо остаётся в кабинете, чтобы закончить работу с документами, однако не может сосредоточиться, так как его беспокоят мысли о Фрэнке. Неожиданно в темноте кабинета появляется мужская фигура с трубкой, которая была у Фрэнка. Роберта, ожидающая Джо около его кабинета, слышит доносящийся изнутри шум борьбы и падающей мебели. Когда она заходит внутрь, то видит, как Джо судорожно запирает большой глухой шкаф, который никогда ранее не запирался. Она также находит на полу редкую по виду трубку, которая была только у Фрэнка, однако Джо убеждает её, что купил себе точно такую же. Выпроводив Роберту, Джо на мгновение приоткрывает запертый шкаф, чтобы выпустить попавшую туда кошку. В шкафу видны человеческие ноги. Джо подходит к окну, в котором видит смеющееся лицо Фрэнка. На следующее утро Роберта видит, что старый шкаф заменили новым, при этом старый был сожжён в печи. Подозревая что-то неладное, Роберта обвиняет Джо в том, что он убил Фрэнка, спрятав его тело в шкафу. Она отправляется в подвал, где установлена печь. Пока она роется в золе в поисках улик, в помещение входит Джо. Подозревая, что Роберта что-то нашла, Джо сознаётся в убийстве Фрэнка. Роберта уговаривает его пойти в полицию и во всём сознаться, однако Джо отказывается. Вернувшись в свою комнату, Джо видит Ронни, которая выяснила, почему тот так стремительно покинул Нью-Йорк, и угрожает разоблачить его, если он к ней не вернётся. Однако Джо резко набрасывается на девушку, давая понять, что между ними больше никогда ничего не будет. Приехав в ледовый дворец, Джо импульсивно решает убить Роберту, чтобы она не выдала его полиции. Он ослабляет на обруче крепление одного из ножей, который во время исполнения Робертой прыжка должен будет выпасть и убить её. Во время шоу Джо объявляет номер Роберты, но перед самым её прыжком отталкивает обруч, прерывая выступление и спасая ей жизнь. Затем Джо забирает свои вещи и выходит из ледового дворца, где у служебного входа его убивает из пистолета ревнивая Ронни.

## В ролях
- Белита — Роберта Леонард / Роберта Эльва
- Барри Салливан — Джо Морган
- Бонита Грэнвилл — Ронни
- Альберт Деккер — Фрэнк Леонард
- Юджин Паллетт — Гарри Уилер
- Джордж Э. Стоун — Макс
- Эдит Анголд — Нора
- Леон Беласко — Пьер Яша

## Создатели фильма и исполнители главных ролей
Как пишет историк кино Дэвид Хоган, кинокомпания Monogram Pictures «сделала себе некоторое состояние очень низкобюджетными комедиями, вестернами, триллерами и мюзиклами», многие из которых были шаблонными и быстро забывались. При этом «студия брала на работу молодых идущих в гору актёров (таких, как Барри Салливан), отдельных крупных актёров, карьера которых пошла на спад (Кэй Фрэнсис), крепких характерных актёров, таких как Альберт Деккер, который легко переходил с больших студий на малые и обратно, и обширную армию незаконтрактованных актёров и статистов, лица которых могут показаться знакомыми завзятым кинозрителям. В фильмах студии не было ничего непрофессионального, но те, кто там работал, воспринимали её не иначе как предбанник реального кино». Вместе с тем, по словам Хогана, «каждый раз, когда какая-либо звезда или её фильм казались обнадёживающими, Monogram собирал ресурсы для создания картины, которая по масштабам студии была фильмом категории А. Наиболее знаменитым среди таких фильмов стал „Джейн Эйр“ (1934)». И хотя, по мнению критика, финансирование «Саспенс» не настолько обосновано, а сам фильм не столь значим, как «Джейн Эйр», «тем не менее, этот фильм также даёт понять, что когда малая студия работаёт с подъёмом, то может создавать картины, равные, скажем, продукции категории В таких студий, как Columbia и Universal».
Режиссёр Фрэнк Таттл поставил свою первую картину ещё в 1922 году. К числу наиболее известных его картин относятся музыкальная комедия «Римские сплетни» (1933), криминальная мелодрама «Стеклянный ключ» (1935), фильмы нуар «Оружие для найма» (1942), «Стрелок на улицах» (1950), «Ад в заливе Фриско» (1955) и «Крик в ночи» (1956).
Для Барри Салливана этой был первый фильм нуар, за которым последовали ещё 13 фильмов жанра, среди которых «Гангстер» (1947), «Подставленный» (1947), «Напряжённость» (1949), «Причина для тревоги» (1951), «Неизвестный человек» (1951), «Лазейка» (1954) и «Опасность» (1954).
До начала кинокарьеры Белита (её имя при рождении — Мария Белита Джепсон-Тёрнер) была достаточно известной британской фигуристкой. Когда в Голливуде после появления Сони Хени и Веры Грубы возникла определённая мода на европейских фигуристок, Белита прибыла в США. Как написал историк кино Хэл Эриксон, «если уж звезда фигурного катания Вера Груба Ралстон смогла стать „драматической“ актрисой студии Republic, то это смогла и звезда фигурного катания Белита на студии Monogram». За этим фильмом последовали такие картины с участием Белиты, как фильмы нуар «Гангстер» (1947), где она вновь играла с Салливаном, «Преследуемая» (1948) и «Человек на Эйфелевой башне» (1950), вскоре после чего её кинокарьера фактически закончилась.

## История создания фильма
По информации историка кино Дениса Шварца, этот фильм, который «спродюсировали братья Морис и Фрэнк Кинги, стал самым дорогим фильмом студии Monogram».Как отмечено на сайте Американского института киноискусства, «фильм подавался в рекламе как первый релиз студии Monogram с бюджетом в миллион долларов».
Рабочее название фильма «Гламурная девушка».
В фильме в качестве ледового дворца демонстрируется фасад знаменитого «Пан-Пасифик Аудиториум» в Лос-Анджелесе, который с то время был одной из самых популярных площадок для проведения крупных культурных, спортивных и общественных мероприятий.

## Оценка фильма критикой

### Общая оценка фильма
После выхода фильма на экраны журнал Variety дал ему позитивную оценку, отметив что он «соединяет феерию на льду и мелодраму», а также что это «самый дорогой фильм, когда-либо выходивший на студии Monogram и, безусловно, лучшая картина контрактной звезды студии, фигуристки мисс Белиты». Как далее отмечает рецензент журнала, «обширный бюджет, который получили братья Морис и Фрэнк Кинги, обеспечил высокие производственные качества картины», кроме того, «братья задействовали талантливых специалистов по всем направлениям, чтобы оправдать щедро выделенные средства». Как далее отмечается в рецензии, собственно «саспенс в картине появляется с момента, когда Деккер планирует убийство Салливана, но предположительно гибнет сам. Напряжение продолжает нарастать, когда Деккер возвращается из мёртвых и его убивает Салливан».
Босли Краузер в «Нью-Йорк Таймс» негативно оценил картину, отметив, что «людей с Monogram просто распёрло от собственной значимости из-за того, что их новый фильм „Саспенс“ стал их первым „релизом на миллион долларов“. Однако в этой связи возникает вопрос, почему чей-то хвастливый гений не дал фильму название „Пустые траты“. По крайней мере, такое название дало бы понимание того немногого, что есть в этом фильме, и не порождало бы ожиданий чего-то такого, чего в фильме нет». По мнению критика, «помимо нескольких номеров из фигурного катания (на которые, вероятно, и потребовались все эти деньги), здесь больше нечего порекомендовать — не говоря уж о том, что там вовсе нет того, что вынесено в заглавие». Как пишет Краузер, «рассказывая самую обычную историю соперничества между двумя мужчинами за любовь фигуристки, фильм тратит слишком много времени», утомляя зрителя и доводя его до отчаяния задолго до конца. Помимо этого, критик обращает внимание «на неумелый сценарий, особенно, это касается актёрских реплик, в буквальном смысле односложных, как будто они написаны для неграмотных людей».
Современный историк кино Боб Порфирио отметил, что это «первый фильм студии Monogram Pictures, сделанный на бюджете фильмов А. Он не столь цельный по своим нуаровым качествам по сравнению со следующим проектом студии — фильмом „Гангстер“, тем не менее, он заслуживает внимания». Спенсер Селби назвал картину «странным фильмом нуар, который благодаря впечатляющим декорациям и визуальному ряду стал одним из единичных фильмов категории А студии Monogram». По мнению Хэла Эриксона, «сольные номера Белиты на льду (которые поставил Ник Касл) и чрезмерно сложный сценарий Филипа Йордана перегружают ход действия фильма. И всё же, „Саспенс“ заслуживает просмотра, хотя бы ради восхитительной первой сцены». Дэвид Хоган провёл параллели этой картины с классическим нуаром «Гильда» (1946), где также «в среде индустрии развлечений замужняя женщина начинает роман с одним из подчинённых мужа». Он также отметил, что своим показом порочной атмосферы шоу-бизнеса эта картина предвосхищает «Аллею кошмаров» (1947), которая вышла годом позже.
Мнение некоторых других критиков было отрицательным. Так, негативно оценивший фильм Майкл Кини пишет, что «сход горной лавины и два убийства ничем не продвигают неубедительный и убогий сюжет, а несколько продолжительных номеров из фигурного катания (сочинённых специально для бывшей звезды Белиты) ещё более затормаживают ход действия. Вопреки названию, в фильме нет никакого саспенса». Деннис Шварц раскритиковал картину за «тяжеловесный темп, отсутствие саспенса, неприятных персонажей и неубедительный сценарий». Как пишет критик, «фильм похож на грузовик, застрявший на льду — он с шумом дёргается то назад, то вперёд, чтобы добиться хоть какого-нибудь результата».

### Оценка работы режиссёра и творческой группы
Variety отметил, что «Таттл должен был проявить немало сообразительности при переплетении музыкальных и драматических составляющих картины, и он сделал это мастерски». Ему во многом помогают «хорошая операторская работа Карла Страсса и отличная музыка Дэниеля Амфитеатрофа». Кроме того, «благодаря ледовому дворцу как основному месту действия, танцевальные номера Белиты вполне логично вписываются в общую картину произведения». При этом сами «номера на льду производят сильное впечатление и предоставляют Белите богатую возможность продемонстрировать свою ослепительную технику катания». С другой стороны, Краузер полагает, что ни Таттл как режиссёр, ни Филип Йордан как сценарист «не внесли вклад на уровне миллиона долларов».
По мнению современного киноведа Боба Порфирио, «сценарий Йордана выигрывает в сравнении со многими другими триллерами, а Таттл вновь удачно использует некоторые экспрессионистские наработки своего фильма „Оружие для найма“ (1942). Благодаря операторской работе Страсса режиссёру удаётся показать, чего можно добиться в визуальном плане даже на ограниченном бюджете». Как пишет киновед, «Страсс, Таттл и художник-постановщик Пол Сайлос своей работой компенсируют драматические ляпы и затянутые музыкальные номера картиной сюрреалистического кошмара, вершиной которого становится огромная голова, сквозь которую появляется Роберта».
Примерно такого же мнения придерживается и Хоган, отметивший, что фильм «приятно смотрится благодаря изобретательности режиссёра Таттла и художественному мастерству оператора Страсса, гиганта индустрии, который в своё время получил „Оскар“ за фильм „Восход солнца“ (1927). Таттл и Страсс придали „Саспенсу“ вид крупнобюджетной картины с помощью умного и смелого использования таких визуальных приёмов, как наплывы, принудительная перспектива, комбинированные съёмки и рисованные круговые панорамы. Для создания образа ледового дворца использованы съёмки фасада великолепного дворца „Пан-Пасифик Аудиториум“ в стиле обтекаемого модернизма. В сцене убийства в горах, которая предположительно происходит в Высокой Сьерре, сочетаются обратная проекция, миниатюрные макеты и красиво проработанный вид соснового леса и озера. Во время танцев на льду, которые поставил Ник Касл, блестящий лёд даёт богатство блестящих отражений фигуристов. Камера парит и ныряет, панорамирует и следует за движением. В наиболее динамичные моменты фигуристы оказываются прямо у самых объективов камеры». Хоган обращает внимание на «ещё один захватывающий элемент художественного решения» — специально разработанный аттракцион «Челюсть смерти — сияющий обруч с ножами по окружности, сквозь который прыгает Роберта. Когда Джо обдумывает убийство, Челюсть смерти окружает его повсюду — на льду, снаружи офиса и на стене за металлической лестницей. В реалистичном плане вездесущность Челюсти абсурдна, но как метафора нарастающего безумия Джо она великолепна».

### Оценка актёрской игры
По мнению Variety, «Салливан в главной мужской роли создаёт сильный образ, играя отрицательного персонажа в привлекательном стиле, что вызывает немалый интерес». Он играет крутого парня, который не теряет времени, обозначая свои права как на бизнес, так и на жену босса. Что же касается остальных актёров, то «Белита смотрится лучше ближе к финалу, Деккер хорош в роли импресарио, также как и Паллетт в роли его помощника. Гренвилл, Стоун и Энголд также хороши». Краузер называет Белиту «слабой молодой леди, которая катается лучше, чем играет эмоции в роли ледяной балерины. Барри Салливан угрюм и свиреп в роли её парня, а Альберт Деккер играет мужа с поизносившейся изысканностью. Бонита Грэнвилл искусна в драматическом плане в роли девушки, которая расправляется с Салливаном, а Юджин Паллетт лишь ковыляет и даёт мудрые советы в качестве доверенного лица».
Порфирио отмечает, что как и в «Гангстере», Барри Салливан создаёт вызывающий сочувствие образ своего отрицательного персонажа, а Деккер «мастерски играет холодного и таинственного Фрэнка». По словам Хогана, персонаж Салливана «не может заставить себя убить Роберту, но это не делает его хорошим парнем. Хотя фильм как будто бы рассказывает историю хорошего парня, который становится плохим, в реальности он лишь временно становится „хорошим“, прежде чем снова обратиться к своей истинной сущности» . Кроме того, Хоган отметил «британского феномена фигурного катания Белиту (привлекательную, любезную женщину, настоящее имя которой — Глэдис Белита Джепсон-Тёрнер)», благодаря участию которой «многие сцены картины вращаются вокруг великолепного ледового дворца». Эриксон обращает внимание на игру Бониты Гренвилл, которая «создаёт воистину эксцентричный и нестандартный образ мстительной бывшей возлюбленной» Джо.